# Bregninge Sogn (Ærø Kommune)

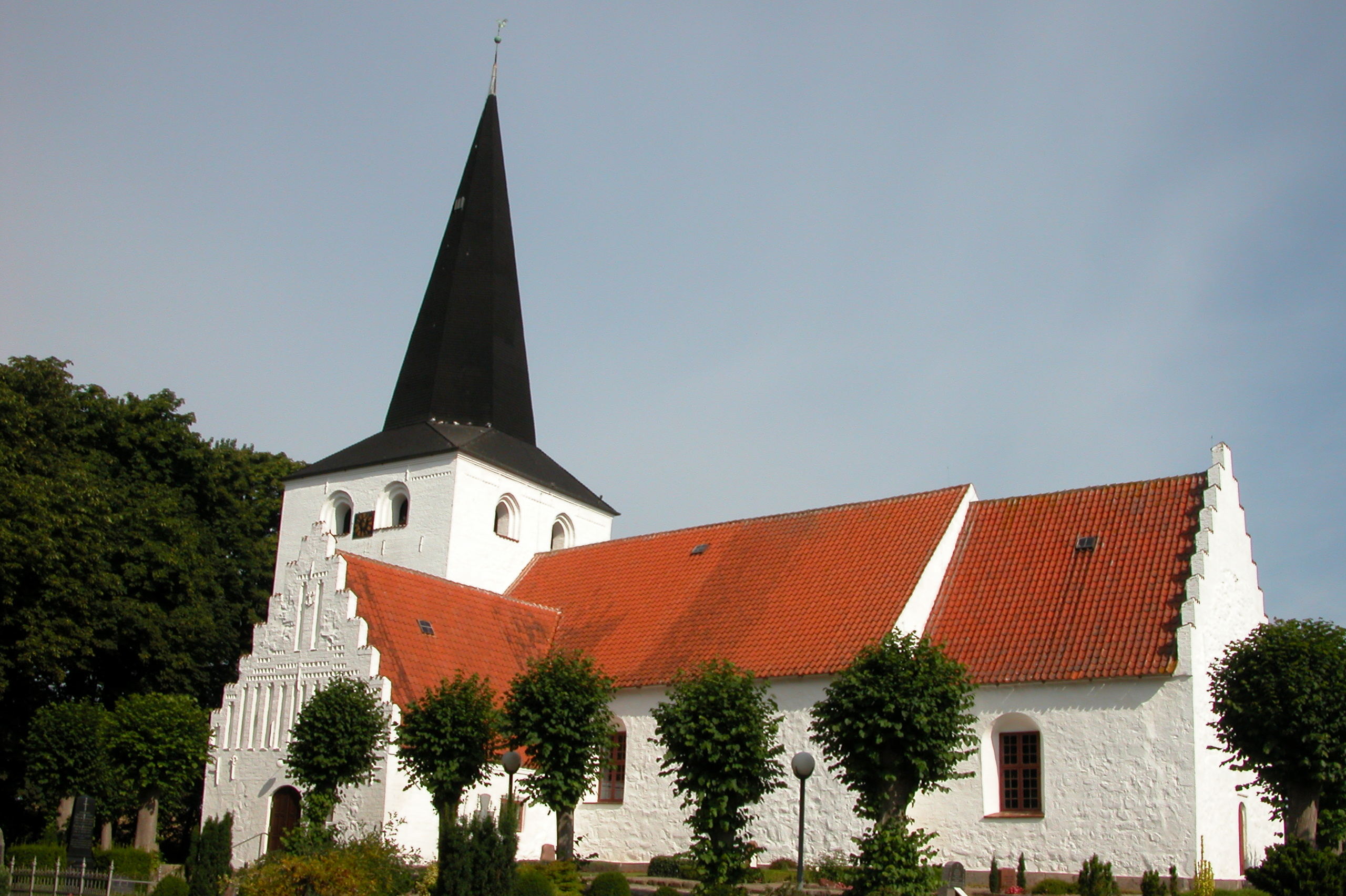
Bregninge Kirke

Bregninge Sogn (deutsch Breining) ist eine dänische Kirchspielgemeinde (dän.: Sogn) auf der Insel Ærø. Bis 1970 gehörte sie zur Harde Ærø Herred im damaligen Svendborg Amt, danach zur Ærøskøbing Kommune im damaligen Fyns Amt. Im Vorfeld der Kommunalreform zum 1. Januar 2007 wurde das Kirchspiel bereits 2006 der Ærø Kommune zugeordnet, die seit 2007 zur Region Syddanmark gehört. In der Gemeinde liegt die Kirche „Bregninge Kirke“.
Nachbargemeinden sind im Südosten Tranderup und im Nordwesten Søby.
Die Gemeinde hatte am 1. Januar 2025 480 Einwohner, davon lebten 0 im Kirchdorf.